# Serpentine Gallery

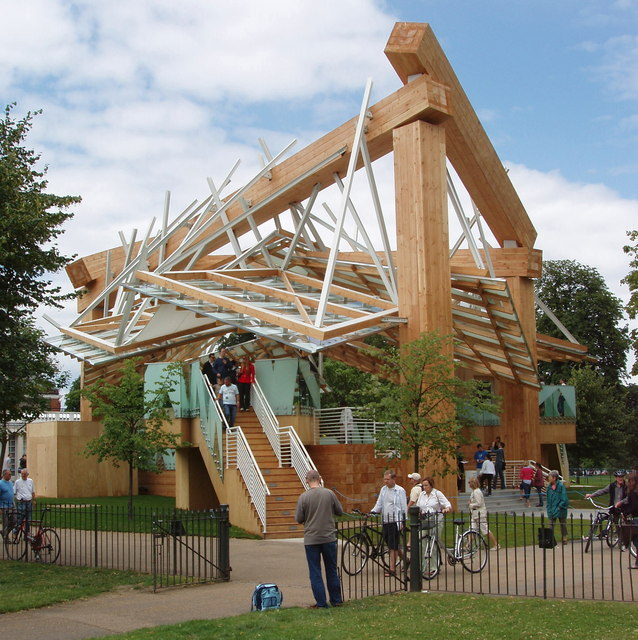
Paviljoen van Frank Gehry, 2008

Serpentine Gallery is een expositieruimte voor hedendaagse en moderne kunst in de Kensington Gardens, Hyde Park, Londen.
Sinds zijn oprichting in 1970 zijn werken van diverse grote kunstenaars tentoongesteld waaronder Man Ray, Henry Moore, Jean-Michel Basquiat, Andy Warhol, Paula Rego, Bridget Riley, Allan McCollum, Anish Kapoor, Christian Boltanski, Philippe Parreno, Richard Prince, Gerhard Richter, Gustav Metzger, Damien Hirst, Marina Abramović en Jeff Koons.
Naast een permanente kunstexpositie in een uit 1934 daterend theepaviljoen, is Serpentine Gallery mede bekend geworden voor zijn architectuur dankzij het feit dat jaarlijks bekende architecten worden uitgenodigd voor het ontwerp van een tijdelijk kunstpaviljoen.
In 2013 werd een tweede gallery geopend op een afstand van vijf minuten lopen, de Serpentine Sackler Gallery, ontworpen door Zaha Hadid en gevestigd in een voormalig kruitmagazijn uit 1805.
Beide expositieruimtes tezamen trekken jaarlijks meer dan een miljoen bezoekers. De toegang is gratis.

## Afbeeldingen

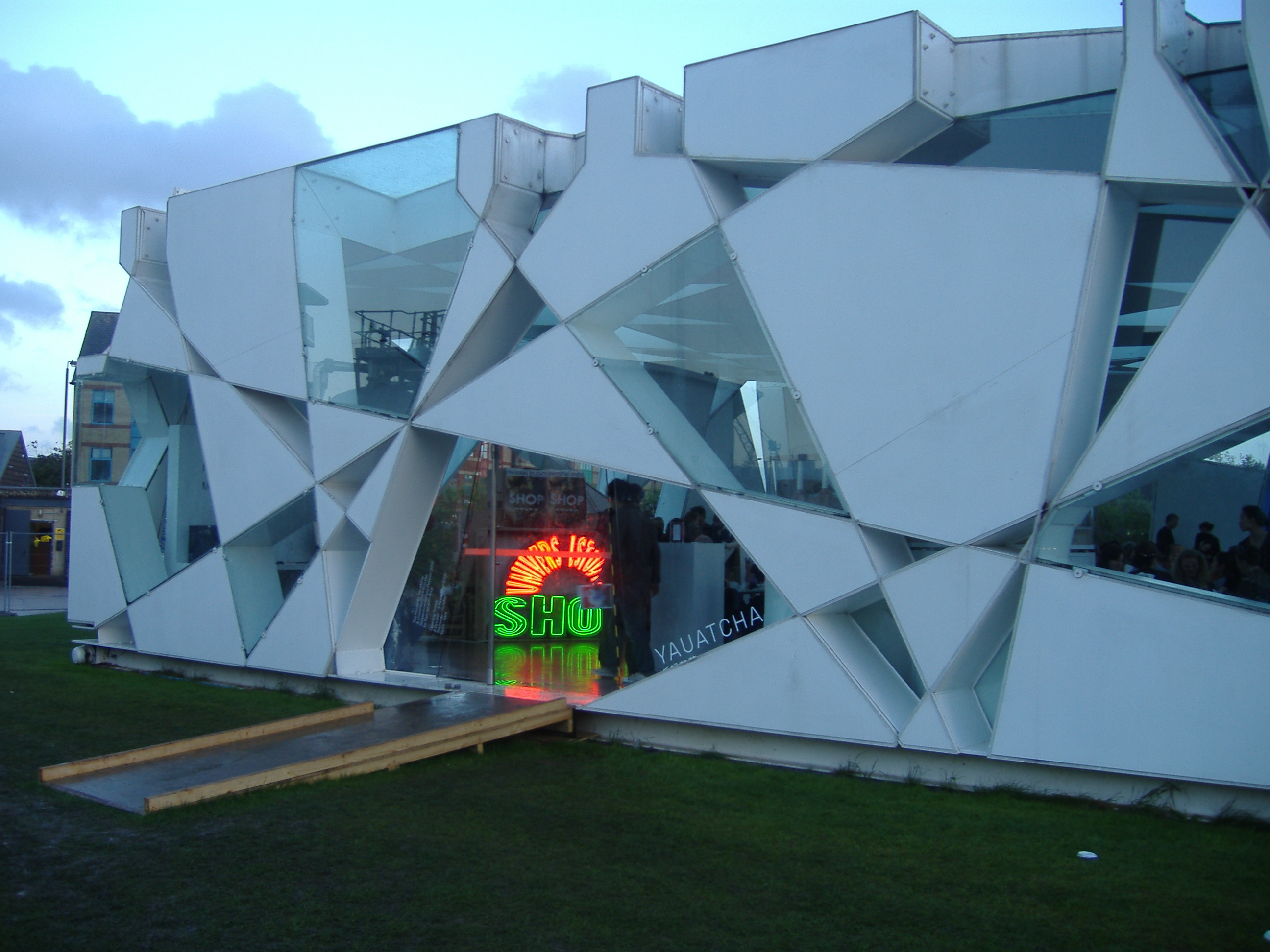
Paviljoen van Toyo Ito, 2002
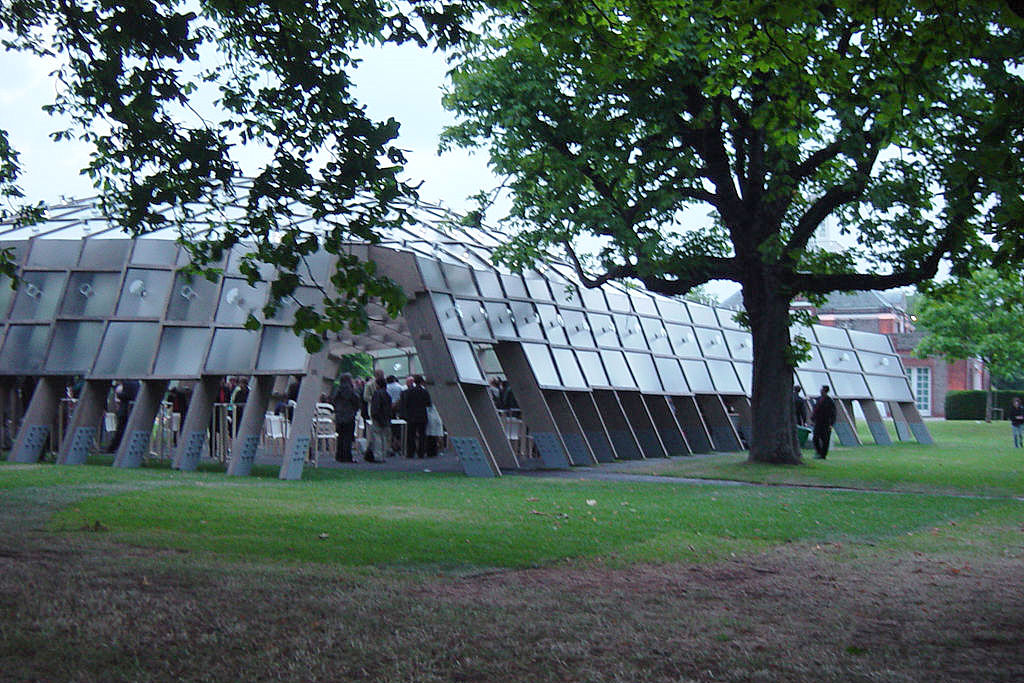
Paviljoen van Álvaro Siza en Eduardo Souto de Moura, 2005
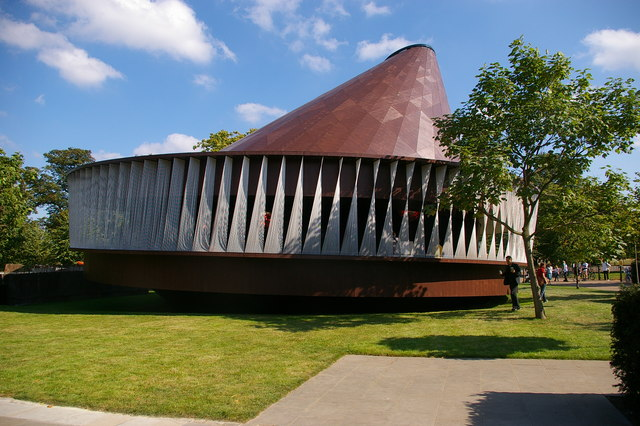
Paviljoen van Olafur Eliasson en Kjetil Thorsen, 2007
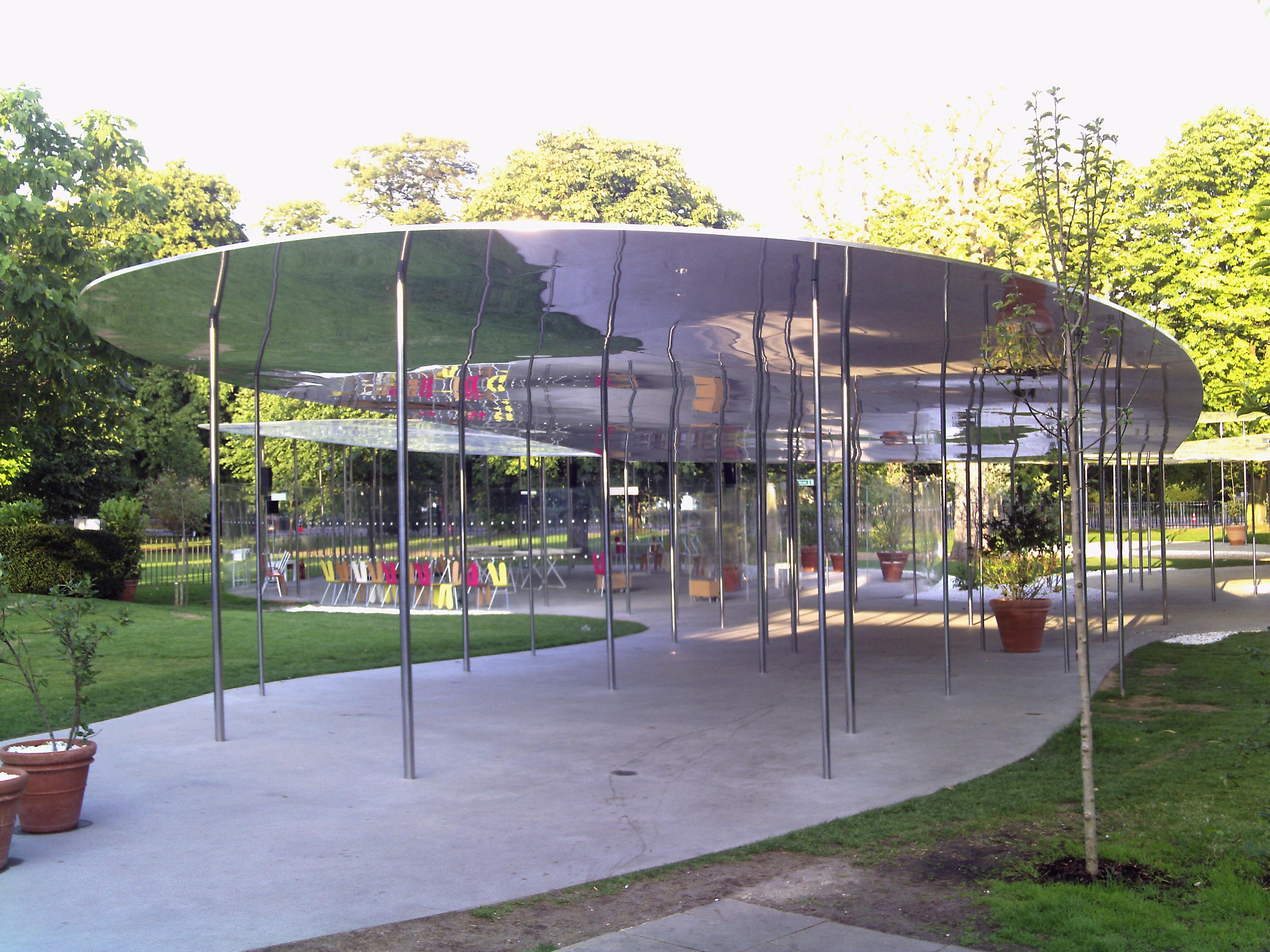
Paviljoen van SANAA, 2009
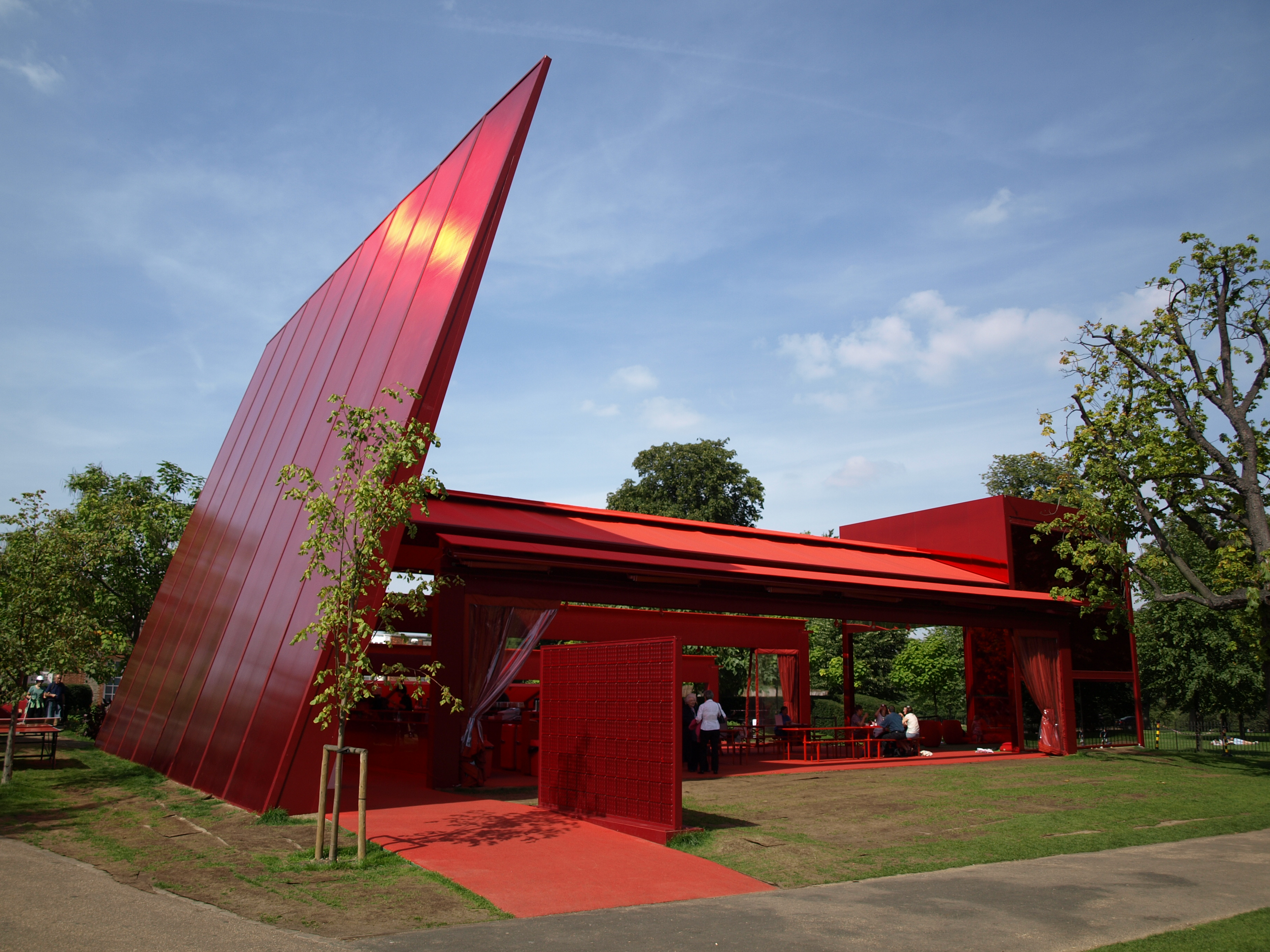
Paviljoen van Jean Nouvel, 2010
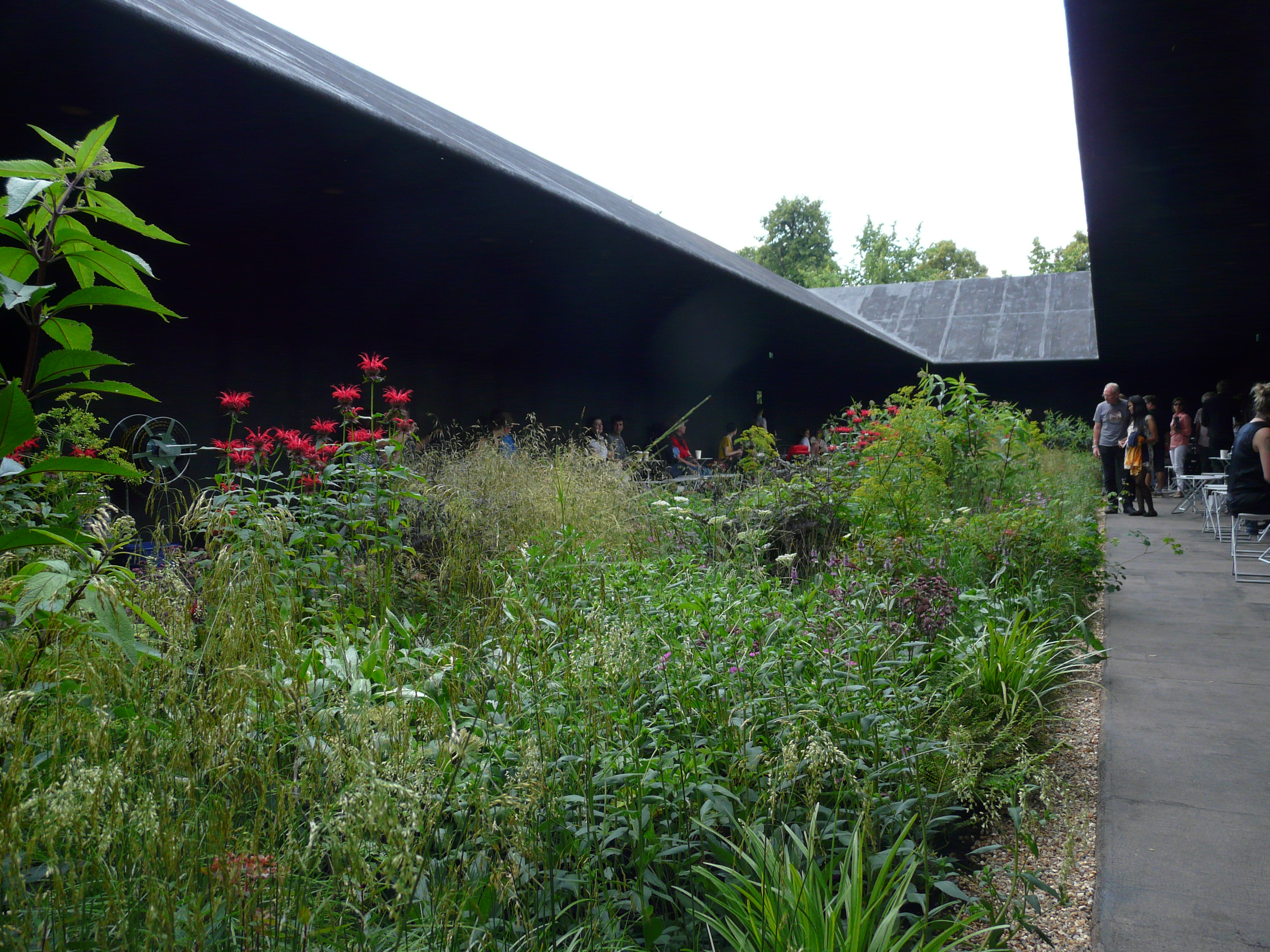
Paviljoen van Peter Zumthor, met tuinontwerp van Piet Oudolf, 2011
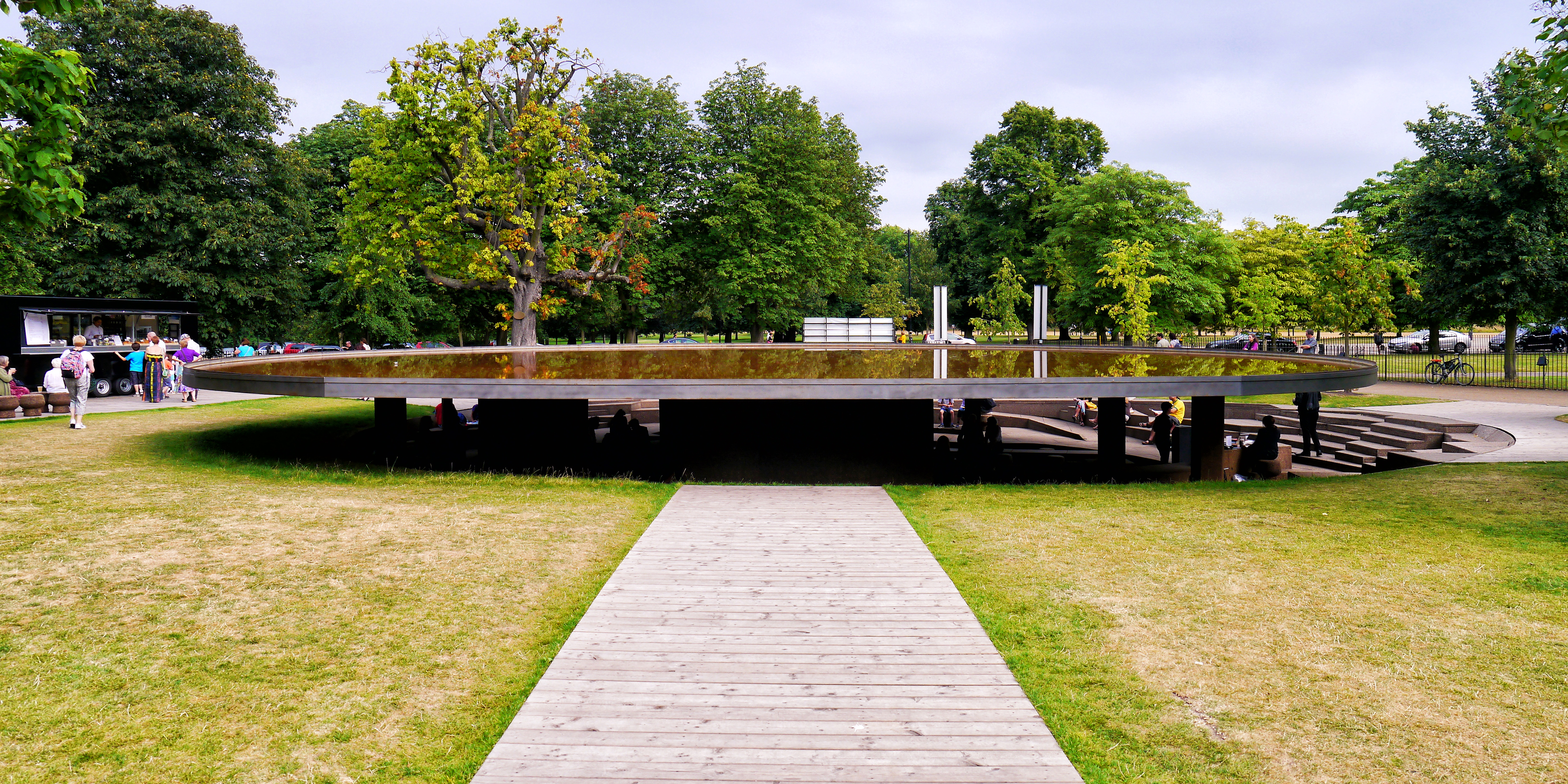
Paviljoen van Ai Weiwei en Herzog & de Meuron, 2012
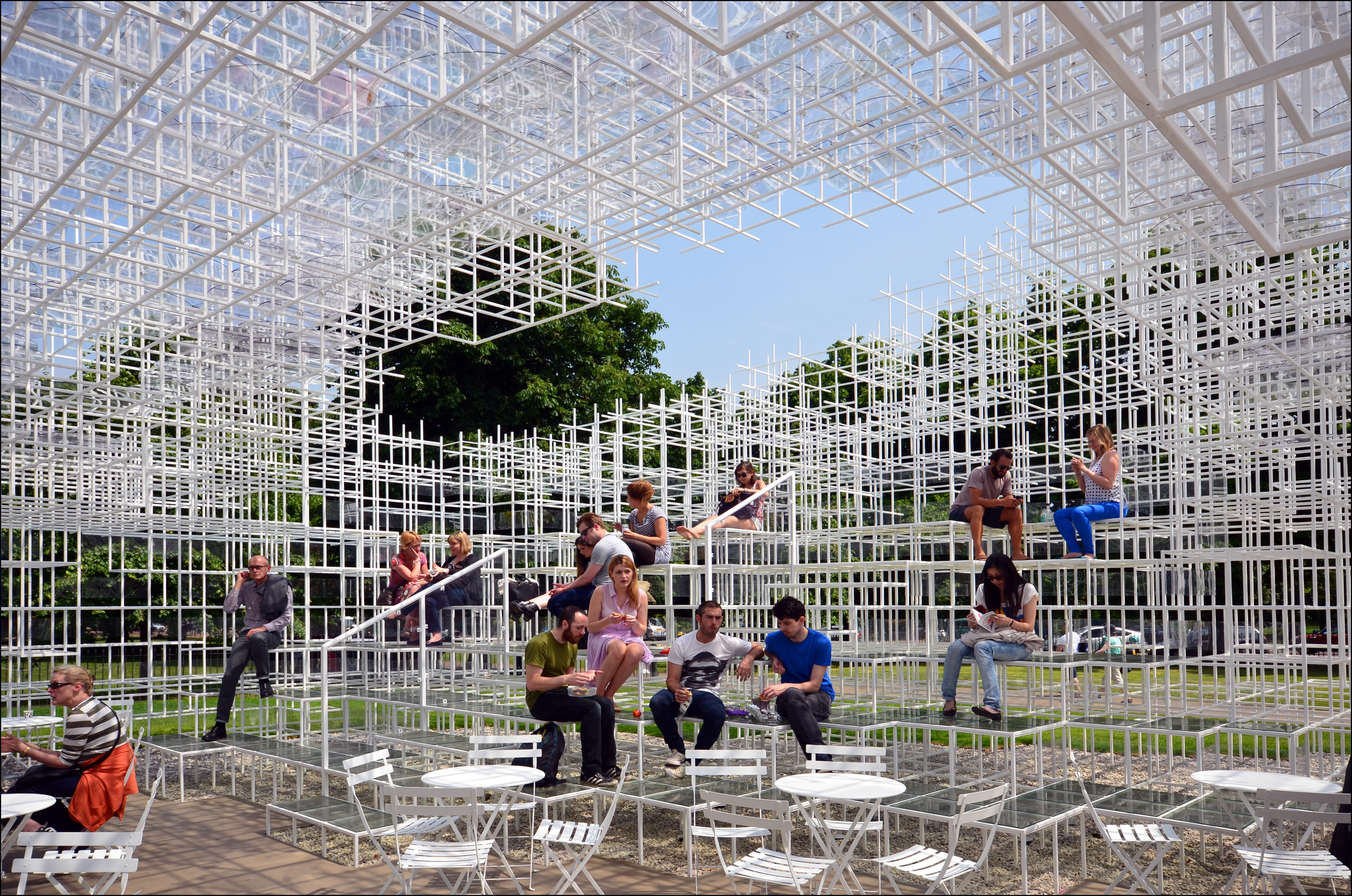
Paviljoen van Sou Fujimoto, 2013